# Norslund
Norslund är en stadsdel i Falun, strax öster om stadskärnan. Den delas av Korsnäsvägen in i Övre och Nedre Norslund. Norslund har fått sitt namn efter en gård med samma namn som inte finns kvar idag. Gården tillhörde ursprungligen kungsgården Noret som var landshövdingarnas sommarresidens.
I Övre Norslund finns Norslundsskolan, en numera nedlagd kommunal grundskola. Idag använder Falu kommun en del av lokalerna för verksamheter inom hemtjänst, socialtjänst och fastighetsservice, medan resterande hyrs ut till en privat förskola, idrottshall, fritidsgård och två affärscentrum med butiker.
I nedre Norslund finns ett köpcentrum med butiker och fritidsgård. Där finns även Norslunds vårdcentral, Norshöjden, Triangelgården och en förskola.

## Kända personer från Norslund
- Troll (musikgrupp)
- Njogu Demba Nyrén - professionell fotbollsspelare